# Cartel del Norte del Valle
El Cartel del Norte del Valle fue el nombre dado por la Administración para el control de drogas (DEA) a la organización que se dedicaría al tráfico de droga (cocaína), que operó principalmente en el norte del Valle del Cauca entre los años 1980 hasta 2008, localizándose al suroeste de Colombia. Tuvo un importante crecimiento a mediados de los años 1990, después de que los carteles de Medellín y Cali se fragmentaron, y fue conocida como una de las organizaciones más poderosas dedicadas al negocio de tráfico de droga; se caracterizó por su barbarie, que asoló de violencia las distintas regiones del país, la deslealtad de sus miembros traicionándose unos a otros para favorecer sus intereses personales ya fuese dentro del negocio o ante la justicia norteamericana.

## Origen
El Cartel del Norte del Valle se independizó totalmente de su similar de Cali a finales del 1993 luego de la muerte de Pablo Escobar y antes de la captura de los hermanos Miguel y Gilberto Rodríguez Orejuela, jefes del Cartel de Cali.
Se organizaba una reunión por parte de los jefes del Cartel de Cali, donde el tema principal era el desmonte del negocio del tráfico de drogas en Colombia. Para lograr unas garantías de sometimiento a la justicia del Gobierno de Colombia y acabar con este negocio ilícito, les habían prometido un máximo de 5 años de cárcel sin que la policía hiciera extinción de dominio sobre sus propiedades. Hubo personas entre los asistentes que no estuvieron de acuerdo con ésta repentina disolución del Cartel de Cali, que compitió contra Pablo Escobar, jefe del Cartel de Medellín. Los asistentes a dicha reunión no llegaron a un acuerdo porque querían seguir con el negocio ilícito y posteriormente fueron estos los que conformaron el llamado Cartel del Norte del Valle.
Esta nueva organización era liderada por Orlando Henao Montoya. En 1998 cuando asesinaron a Orlando Henao Montoya apodado el capo de capos, el Cartel del Norte del Valle salió a la luz y se dividió en dos facciones: una liderada por Diego Montoya Sánchez y la otra bajo el mando de Wilber Alirio Varela, quien era el jefe del aparato sicarial de Orlando Henao Montoya.

## Desarticulación
La organización criminal comenzó su descenso luego de la muerte de Orlando Henao, su líder. A partir de ahí la organización quedó sin una persona que impusiera la autoridad. Luego del asesinato de Miguel Solano alias Miguelito, ordenado por Wilber Alirio Varela, Diego León Montoya arremetió contra Wilber Varela porque se opuso a las acciones arbitrarias que este estaba cometiendo en contra de los miembros del cartel sin consultar a los demás miembros de la cúpula. Fue allí cuando la organización se fragmentó en dos grupos; Diego León Montoya con sus aliados y su ejército personal que denominó como "Los Machos" y Wilber Alirio Varela con sus aliados y su ejército personal que denominó "Los Rastrojos".
Con la captura de Diego León Montoya y Luis Hernando Gómez Bustamante en 2007 y el posterior asesinato de Wilber Alirio Varela en 2008 en Venezuela, este cartel llegó a su fin como una sola organización y se fragmentarían en pequeños grupos liderados por exempleados o socios de los antiguos capos sin obedecer a ningún tipo de directriz.

## El Piloto
El 7 de agosto de 2007, en un operativo comandado por la Policía Federal (PF), denominado "Operación Farrapos", Juan Carlos Ramírez Abadía fue detenido en el Gran São Paulo, en un lujoso barrio cerrado de Aldeia da Serra.
Entre los prisioneros, el piloto ítalo-brasileño C.N.G.P. (El Piloto) contratado por el traficante para el pleno conocimiento de la legislación aeronáutica brasileña y reconocida en el entorno aeronáutico internacional. Con entrenamiento superior en el curso de ingeniería aeronáutica ITA / SJC-SP. Además de ejercer funciones profesionales en varias aerolíneas del mundo. 
C.N.G.P. fue registrado en las compañías del empresario argentino Marcelo Javier [Identidad falsa utilizada por Abadía], durante el período de ocho años en la función del capitán de aeronaves, pilotado a 32 países del mundo para Juan Abadía y el Valle de Cartel Del Norte hasta su arresto en Aldeia da Serra, SP.
C.N.G.P. fue imputado por el delito de asociación para el tráfico internacional, concierto para delinquir y evasión fiscal. En su defensa, estuvo representado por Roy Black *Black, Srebnick, Kornspan & Stumpf, P.A. y Law Office *Cleary Gottlieb Steen & Hamilton LLP-One Liberty Plaza - New York. Durante el juicio y contenido procesal se presentaron pruebas de derecho, ratificadas por los integrantes, de la no participación del piloto como integrante del Cártel Del Valle. Su detención se produjo junto con la de Abadía, y ocho pandilleros, en la Operación Farrapos de la PF, siendo trasladados al penal de máxima seguridad de Contagem, región metropolitana de Belo Horizonte/MG/BR.
Así que después de 180 días, y, por razones de seguridad, re-conducido a los EE. UU. por 4 años y 8 meses al Centro Correccional Turner Guilford Knight en Miami, Florida, (Prisión Federal en el Condado de Miami Dade) hasta la fecha de su sentencia.
Después del período, fue admitido en South Miami Hospital Baptist Health South en Miami, FL por un período de dieciocho meses para chequeos y exámenes médicos y psicológicos. El Piloto regresó a Brasil libre de acusaciones de la DEA, FBI e International Criminal Police Organization (INTERPOL), así como de antecedentes negativos con la Policía Federal con su reintegración jurídico-social con jurisdicción especial por la prerrogativa de un papel privilegiado, residiendo en São Paulo y en el sur de Brasil para ejercer sus actividades de aeronáutica civil en el país y en el exterior.

## Actividades
Según los archivos de FBI acerca de Don Diego, el gobierno de Estados Unidos lo acusó de participar en la producción y distribución de varias de miles de toneladas de cocaína en los Estados Unidos.

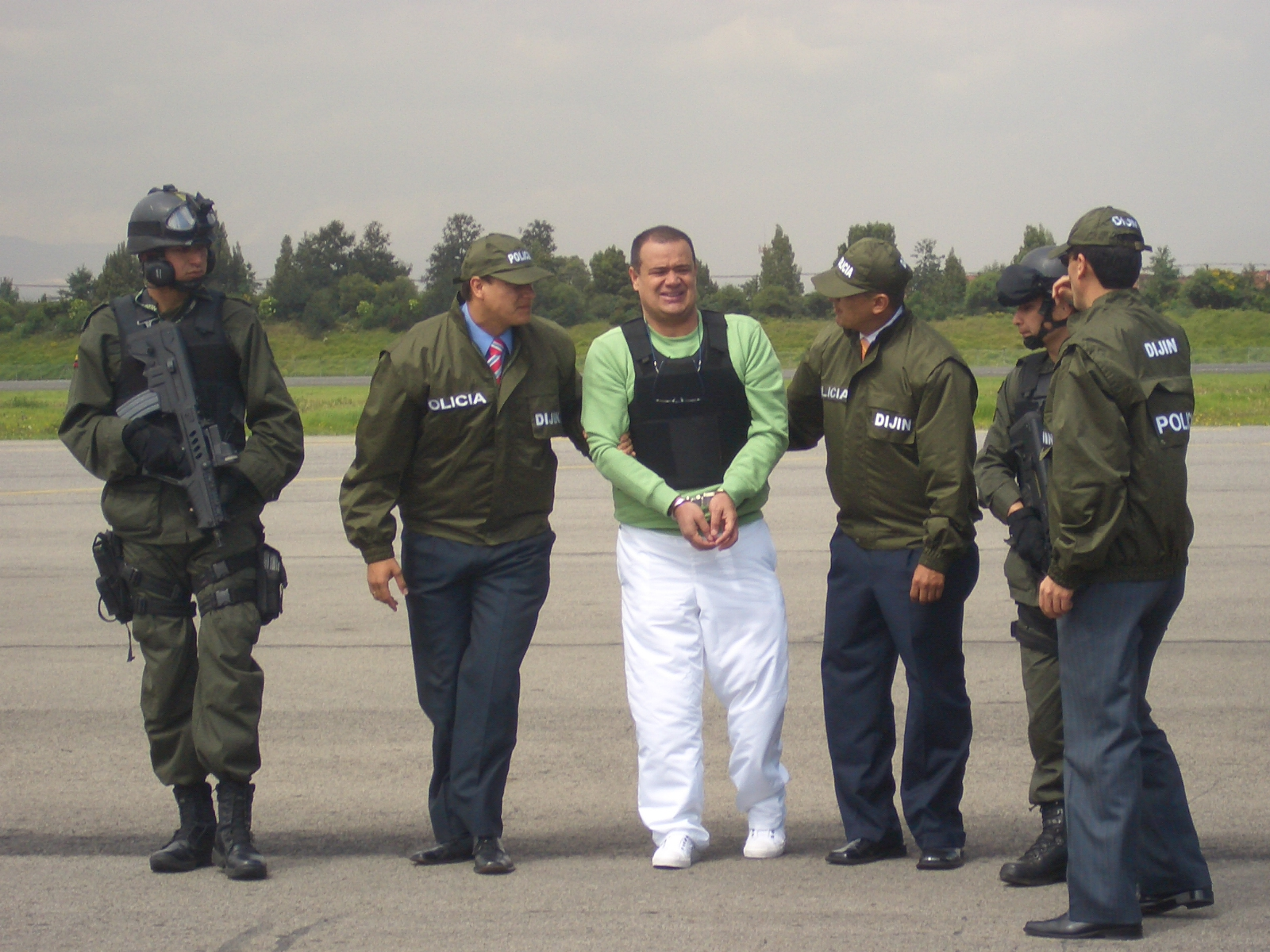
Hernando Gómez Bustamante, alias Rasguño siendo extraditado a los Estados Unidos.

 También lo considera, y a su organización, como involucrados en violencia y de gozar de la protección de los grupos armados ilegales de izquierda y derecha, clasificados como terroristas por el gobierno de Estados Unidos. Diego Montoya fue capturado en septiembre de 2007. Su sucesor como cabeza del cartel, Óscar Varela García alias Capachivo, fue detenido por la policía colombiana en julio de 2008.
Según una acusación del gobierno de los Estados Unidos en 2004, entre 1990 y 2004, el cartel de Norte del Valle exportó más de 1,2 millones de libras de cocaína –o 500 toneladas– de valor superior a $10 billones de dólares, de Colombia a México y en última instancia a los Estados Unidos para la reventa. Los cargos dicen que el Cartel del Norte del Valle utilizó la violencia y la brutalidad para llevar a cabo sus metas, incluyendo el asesinato de rivales, gente que no pudo pagar la cocaína y socios que se creían que eran informantes de las autoridades. La acusación alega que los miembros del cartel emplearon los servicios de las Autodefensas Unidas de Colombia (AUC), una organización paramilitar de derecha internacionalmente clasificada como terrorista, para proteger las rutas de la droga del cartel, sus laboratorios de droga, y sus miembros y asociados. Las AUC son una de las 37 organizaciones extranjeras identificadas como terrorista por el Departamento de Estado de los EE. UU. en 2004. Se les acusa de tener nexos con la política colombiana, principalmente en Zarzal, Valle del Cauca, con su alcaldesa de cabecilla.

## Libro y serie de TV
Andrés López "Florecita", uno de los miembros del cartel se entregó en Estados Unidos y mientras purgaba su pena escribió un libro llamado El cartel de los sapos, en el que relata su visión sobre el Cartel del Norte del Valle. El Canal Caracol realizó una serie basada en este libro que se llamó El cartel, Caracol decidió hacer algunas modificaciones, por lo cual en la serie los nombres reales de los sitios y personajes fueron cambiados.